# FC Falkirk
Der  FC Falkirk (offiziell: Falkirk Football Club) – auch bekannt als The Bairns („Die Kinder“) – ist ein traditionsreicher schottischer Fußballverein aus Falkirk. Seit dem Abstieg 2010 spielt die Mannschaft in der Scottish Championship.
Der 1876 gegründete Verein wechselte in seiner Anfangszeit mehrfach das Stadion, erst 1885 wurde mit dem Brockville Park eine feste Spielstätte in Falkirk gefunden. 2003 wurde aufgrund der Vorgaben der Liga ein neues Stadion nötig. Nachdem man sich zunächst mit dem FC Stenhousemuir dessen Ochilview Stadium teilte, läuft die Mannschaft seit 2004 im Falkirk Stadium auf.
Kevin McAllister wurde von den Fans des Klubs zum Spieler des Jahrtausends gewählt.

## Erfolge
- Schottischer Pokalsieger: 1912/13, 1956/57
- Scottish League Challenge Cup: 1993/94, 1997/98, 2004/05, 2011/12
- Drittligameister: 2024

## Europapokalbilanz
| Saison  | Wettbewerb         | Runde                  | Gegner   | Gesamt | Hin     | Rück          |
| ------- | ------------------ | ---------------------- | -------- | ------ | ------- | ------------- |
| 2009/10 | UEFA Europa League | 2. Qualifikationsrunde | FC Vaduz | 1:2    | 1:0 (H) | 0:2 n. V. (A) |

Gesamtbilanz: 2 Spiele, 1 Sieg, 1 Niederlage, 1:2 Tore (Tordifferenz −1)

## Bekannte Spieler
- Bill Agnew
- Darren Barr
- Bobby Brown
- George Burley
- John Clark
- Owen Coyle
- Karl Dodd
- Gerhard Fellner
- Sir Alex Ferguson
- Gary Gillespie
- Mo Johnston
- Tim Krul
- Russell Latapy
- Neil McCann
- Jackie McNamara
- Robert Olejnik
- Willie Ormond
- Steven Pressley
- Alex Rae
- Andy Roxburgh
- Collin Samuel
- Kasper Schmeichel
- Anthony Stokes
- Densill Theobald
- Chris Waddle
- Josh Wagenaar
- Roman Wallner
- David Weir
- John White
- Lee Wilkie